# Let the Wind Blow
«Let the Wind Blow» es una canción escrita por Brian Wilson y Mike Love para la banda de rock estadounidense The Beach Boys. Fue lanzado en 1967 como la novena canción en su decimotercer álbum de estudio Wild Honey. La canción es una balada con letras que metafóricamente relacionan la naturaleza con la esencia del amor. Es la primera composición registrada por el grupo que está en el tempo 3/4 de principio a fin.

## Crítica
El teórico musical Daniel Harrison la llamó "la más deslumbrante y compositivamente canción más asegurada del álbum, y hace eco de la técnica, formal y armónia de 'God Only Knows'". La revista Stylus escribió: "Let the Wind Blow" es una balada melancólica que se arremolina y palpita con una sutil psicodelia más insinuada que complacida, prueba de una creciente sofisticación que mejora la fórmula de Smiley Smile". En 1968, Gene Sculatti dijo que la canción era una prueba más del "oído extraño para la melodía" de Brian Wilson. PopMatters escribió que, en contraste con el sencillo "Darlin'": "'Let the Wind Blow' ... es triste y urgente, con un coro apasionante y una producción sombría. Es fantástico".